# Llindars
Llindars és un llogaret de 9 habitants pertanyent al municipi de Ribera d'Ondara (Segarra). Està situat en un turó, a la part meridional del terme municipal.
Està format per un petit grup de cases, de les que destaca Can Colom. L'església de Sant Roc, refeta al segle xviii, fou sufragània tradicional de Santa Maria de Rubinat, fins que modernament s'uní a Sant Andreu de Vilagrasseta. Inicialment depenia de Rubinat, però el 1100 fou donat com a dotació pels Òdena al priorat de Sant Pere dels Arquells.
Aquest lloc tenia 9 famílies l'any 1369, 6 el 1381, i 10 el 1685. A mitjans del segle xix es va integrar a l'antic municipi de Sant Pere dels Arquells.